# برينتوود (نيويورك)
برينتوود (بالإنجليزية: Brentwood)‏ هي قرية غير مضمنة في ولاية نيويورك الأمريكية.
يبلغ عدد سكانها حسب تعداد سنة 2000: 53,917 نسمة. ويبلغ عددهم حسب تقدير 2007 حوالي:56,000 نسمة.

## التركيبة السكانية
حدّد مكتب تعداد الولايات المتحدة بيانات التركيبة السكانية لبرينتوود في تعداد الولايات المتحدة. في ما يلي، التركيبة السكانية حسب تعدادي 2000 و2010.

### تعداد عام 2000
بلغ عدد سكان برينتوود 53,917 نسمة بحسب تعداد عام 2000، وبلغ عدد الأسر 12,580 أسرة وعدد العائلات 10,892 عائلة مقيمة في المنطقة السكنية. في حين سجلت الكثافة السكانية 1,898.5 نسمة لكل كيلومتر مربع (4,917.1/ميل2). وبلغ عدد الوحدات السكنية 13,039 وحدة بمتوسط كثافة قدره 459.1 لكل كيلومتر مربع (1,189.1/ميل2).
وتوزع التركيب العرقي للمنطقة السكنية بنسبة 47.73% من البيض و18.06% من الأمريكيين الأفارقة و0.57% من الأمريكيين الأصليين و2.01% من الأمريكيين ذوي الأصول الآسيوية و0.11% من سكان جزر المحيط الهادئ و25.44% من الأعراق الأخرى و6.07% من عرقين مختلطين أو أكثر و54.25% من الهسبانيون أو اللاتينيون من أي عرق.
بلغ عدد الأسر 12,580 أسرة كانت نسبة 56.5% منها لديها أطفال تحت سن الثامنة عشر تعيش معهم، وبلغت نسبة الأزواج القاطنين مع بعضهم البعض 61.2% من أصل المجموع الكلي للأسر، ونسبة 17.4% من الأسر كان لديها معيلات من الإناث دون وجود شريك، بينما كانت نسبة 7.9% من الأسر لديها معيلون من الذكور دون وجود شريكة وكانت نسبة 13.4% من غير العائلات. تألفت نسبة 9.5% من أصل جميع الأسر من عدة أفراد يعيشون في نفس المنزل ونسبة 4.4% كانت تتألف من شخص يعيش بمفرده يبلغ من العمر 65 عاماً أو أكثر. وبلغ متوسط حجم الأسرة المعيشية 4.23، أما متوسط حجم العائلات فبلغ 4.19.
بلغ العمر الوسطي للسكان 31.0 عاماً. وكانت نسبة 29.8% من القاطنين تحت سن الثامنة عشر، وكانت نسبة 10.5% بين الثامنة عشر والرابعة والعشرين عاماً، ونسبة 32.7% كانت واقعةً في الفئة العمرية ما بين الخامسة والعشرين والرابعة والأربعين عاماً، ونسبة 18.3% كانت ما بين الخامسة والأربعين والرابعة والستين، ونسبة 7.3% كانت ضمن فئة الخامسة والستين عاماً فما فوق. يوجد لكل 100 أنثى 101.3 ذكر، ويوجد لكل 100 أنثى في الثامنة عشر من عمرها فما فوق 98.9 ذكر.
بلغ متوسط دخل الأسرة في المنطقة السكنية 59,208 دولارًا، أما متوسط دخل العائلة فبلغ 57,047 دولارًا. وكان متوسط دخل الذكور 31,022 دولارًا مقابل 25,946 دولارًا للإناث. وسجل دخل الفرد الخاص بالمنطقة السكنية 15,833 دولارًا. وكانت نسبة 7.5% من العائلات ونسبة 11.3% من السكان تحت خط الفقر، وكان من هؤلاء نسبة 14.2% تحت سن الثامنة عشر ونسبة 10.6% في الخامسة والستين من العمر وما فوق.

### تعداد عام 2010
بلغ عدد سكان برينتوود 60,664 نسمة بحسب تعداد عام 2010، وبلغ عدد الأسر 13,654 أسرة وعدد العائلات 11,422 عائلة مقيمة في المنطقة السكنية. في حين سجلت الكثافة السكانية 2,136.1 نسمة لكل كيلومتر مربع (5,532.5/ميل2). وبلغ عدد الوحدات السكنية 14,202 وحدة بمتوسط كثافة قدره 500.1 لكل كيلومتر مربع (1,295.3/ميل2).
وتوزع التركيب العرقي للمنطقة السكنية بنسبة 48.37% من البيض و16.38% من الأمريكيين الأفارقة و1.17% من الأمريكيين الأصليين و1.97% من الأمريكيين ذوي الأصول الآسيوية و0.05% من سكان جزر المحيط الهادئ و26.37% من الأعراق الأخرى و5.70% من عرقين مختلطين أو أكثر و68.46% من الهسبانيون أو اللاتينيون من أي عرق.
بلغ عدد الأسر 13,654 أسرة كانت نسبة 55.2% منها لديها أطفال تحت سن الثامنة عشر تعيش معهم، وبلغت نسبة الأزواج القاطنين مع بعضهم البعض 52.6% من أصل المجموع الكلي للأسر، ونسبة 19.9% من الأسر كان لديها معيلات من الإناث دون وجود شريك، بينما كانت نسبة 11.2% من الأسر لديها معيلون من الذكور دون وجود شريكة وكانت نسبة 16.3% من غير العائلات. تألفت نسبة 11.7% من أصل جميع الأسر من عدة أفراد يعيشون في نفس المنزل ونسبة 6.2% كانت تتألف من شخص يعيش بمفرده يبلغ من العمر 65 عاماً أو أكثر. وبلغ متوسط حجم الأسرة المعيشية 4.35، أما متوسط حجم العائلات فبلغ 4.25.
بلغ العمر الوسطي للسكان 32.0 عاماً. وكانت نسبة 27.3% من القاطنين تحت سن الثامنة عشر، وكانت نسبة 11% بين الثامنة عشر والرابعة والعشرين عاماً، ونسبة 31.7% كانت واقعةً في الفئة العمرية ما بين الخامسة والعشرين والرابعة والأربعين عاماً، ونسبة 21.7% كانت ما بين الخامسة والأربعين والرابعة والستين، ونسبة 8.3% كانت ضمن فئة الخامسة والستين عاماً فما فوق. وتوزع التركيب الجنسي للسكان بنسبة 50.9% ذكور و49.1% إناث.

## أعلام
- بادي مكجيرت
- جيم دوغرتي
- راي ريد
- إيرول سبنس
- جاي رودريغيز